# Supercoppa UEFA 2006
La Supercoppa UEFA 2006 è stata la trentunesima edizione della Supercoppa UEFA.
Si è svolta il 25 agosto 2006 allo stadio Louis II di Monaco, dove si sono affrontate la squadra vincitrice della Champions League 2005-2006, ovvero gli spagnoli del Barcellona, e la squadra vincitrice della Coppa UEFA 2005-2006, ossia i connazionali del Siviglia.
A conquistare il titolo è stato il Siviglia che ha battuto per 3-0 il Barcellona con i gol di Renato, Kanouté e Maresca.

## Partecipanti
| Squadre    | Qualificazione                                   | Partecipazioni precedenti (il grassetto indica la vittoria) |
| ---------- | ------------------------------------------------ | ----------------------------------------------------------- |
| Barcellona | Vincitrice della UEFA Champions League 2005-2006 | 5 (1979, 1982, 1989, 1992, 1997)                            |
| Siviglia   | Vincitrice della Coppa UEFA 2005-2006            | Nessuna                                                     |

## Tabellino
| Arbitro: | Stefano Farina |

|  |           |                                          |
|  | Marcatori | 7’ Renato 45’ Kanouté 90’ (rig.) Maresca |

| Barcellona | Siviglia |

### Formazioni
| Barcellona (4-3-3) |    |                    |     |     |
|                    |    |                    |     |     |
| P                  | 1  | Víctor Valdés      |     |     |
| D                  | 2  | Juliano Belletti   |     |     |
| D                  | 4  | Rafael Márquez     |     |     |
| D                  | 5  | Carles Puyol (c)   |     |     |
| D                  | 16 | Sylvinho           | 47’ | 72’ |
| C                  | 6  | Xavi               |     | 57’ |
| C                  | 3  | Thiago Motta       |     | 57’ |
| C                  | 20 | Deco               |     |     |
| A                  | 19 | Lionel Messi       |     |     |
| A                  | 10 | Ronaldinho         |     |     |
| A                  | 9  | Samuel Eto'o       |     |     |
| A disposizione:    |    |                    |     |     |
| P                  | 25 | Albert Jorquera    |     |     |
| D                  | 11 | Gianluca Zambrotta |     |     |
| D                  | 21 | Lilian Thuram      |     |     |
| D                  | 23 | Oleguer            |     |     |
| C                  | 24 | Andrés Iniesta     |     | 57’ |
| A                  | 7  | Eiður Guðjohnsen   |     | 57’ |
| A                  | 8  | Ludovic Giuly      |     | 72’ |
| Allenatore:        |    |                    |     |     |
| Frank Rijkaard     |    |                    |     |     |

| Siviglia (4-4-2) |    |                    |     |     |
|                  |    |                    |     |     |
| P                | 1  | Andrés Palop       | 77’ |     |
| D                | 4  | Daniel Alves       | 54’ |     |
| D                | 2  | Javi Navarro (c)   | 60’ |     |
| D                | 6  | Julien Escudé      | 85’ |     |
| D                | 3  | David              |     |     |
| C                | 15 | Jesús Navas        |     | 75’ |
| C                | 8  | Christian Poulsen  |     |     |
| C                | 11 | Renato             |     |     |
| C                | 6  | Adriano            |     | 81’ |
| A                | 10 | Luís Fabiano       |     | 46’ |
| A                | 12 | Frédéric Kanouté   | 49’ |     |
| A disposizione:  |    |                    |     |     |
| P                | 13 | David Cobeño       |     |     |
| D                | 19 | Ivica Dragutinović |     |     |
| D                | 24 | Andreas Hinkel     |     |     |
| C                | 16 | Antonio Puerta     |     | 81’ |
| C                | 18 | José Luis Martí    |     | 46’ |
| C                | 25 | Enzo Maresca       | 90’ | 75’ |
| A                | 7  | Ernesto Chevantón  |     |     |
| Allenatore:      |    |                    |     |     |
| Juande Ramos     |    |                    |     |     |